# Singularitarismo
O singularitarismo é um movimento definido pela crença de que uma singularidade tecnológica — a criação de superinteligência — provavelmente ocorrerá em um futuro próximo, e que ações deliberadas devem ser tomadas para garantir que a singularidade beneficie a humanidade.
Os singularitaristas distinguem-se de outros futuristas que especulam sobre uma singularidade tecnológica por acreditarem que ela não é apenas possível, mas desejável, desde que guiada com prudência. Assim, eles podem dedicar suas vidas a agir de maneira a contribuir para sua realização rápida e segura.
A revista americana Time descreve a visão de mundo dos singularitaristas ao afirmar que "embora pareça ficção científica, não é, assim como uma previsão do tempo não é ficção científica. Não é uma ideia marginal; é uma hipótese séria sobre o futuro da vida na Terra. Há um reflexo intelectual que se manifesta sempre que tentamos aceitar uma ideia que envolve ciborgues superinteligentes e imortais, mas... embora a Singularidade pareça, à primeira vista, absurda, é uma ideia que recompensa uma avaliação sóbria e cuidadosa".

## Definição
O termo "singularitarianista" foi originalmente definido em 1991 pelo pensador extropianista Mark Plus (Mark Potts) como "aquele que acredita no conceito de uma Singularidade". Desde então, o termo foi redefinido para significar "ativista da Singularidade" ou "amigo da Singularidade", ou seja, alguém que age para promover a realização da singularidade.
O singularitarismo também pode ser considerado uma orientação ou perspectiva que prefere o aprimoramento da inteligência humana como um objetivo específico do transumanismo, em vez de focar em tecnologias específicas, como a inteligência artificial (IA). Há também definições que identificam um singularitarianista como um ativista ou amigo do conceito de singularidade, ou seja, alguém que age para promovê-la. Algumas fontes descrevem o singularitarismo como uma filosofia moral que defende ações deliberadas para promover e orientar o desenvolvimento de uma superinteligência que levará a um ponto futuro teórico emergente durante um período de mudança acelerada.
O inventor e futurista Ray Kurzweil, autor do livro de 2005 A Singularidade Está Próxima: Quando os Humanos Transcendem a Biologia, define um singularitarianista como alguém que "compreende a Singularidade e reflete sobre suas implicações para sua própria vida" e estima que a singularidade ocorrerá por volta de 2045.

## História
Uma articulação inicial do singularitarismo, sugerindo que a história está progredindo em direção a um ponto de inteligência sobre-humana, é encontrada na obra de Hegel, A Fenomenologia do Espírito. Em 1993, o matemático, cientista da computação e autor de ficção científica Vernor Vinge hipotetizou que poderia chegar um momento em que a tecnologia permitirá a "criação de entidades com inteligência superior à humana" e usou o termo "a Singularidade" para descrever esse momento. Ele sugeriu que a singularidade pode representar um risco existencial para a humanidade e que poderia ocorrer por meio de quatro caminhos:
1. O desenvolvimento de computadores que estão "acordados" e superinteligentes.
2. Grandes redes de computadores (e seus usuários associados) podem "despertar" como uma entidade superinteligente.
3. Interfaces homem-computador podem se tornar tão íntimas que os usuários podem ser considerados superinteligentes.
4. A ciência biológica pode encontrar maneiras de melhorar a inteligência humana natural.[9]

O singularitarismo coalesceu em uma ideologia coerente em 2000, quando o pesquisador de inteligência artificial (IA) Eliezer Yudkowsky escreveu Os Princípios singularitaristas, no qual ele afirma que um singularitarianista acredita que a singularidade é um evento secular, não místico, que é possível, benéfico para o mundo e buscado por seus adeptos. A definição de Yudkowsky é inclusiva de várias interpretações. Teóricos como Michael Anissimov defendem uma definição estrita que se refere apenas à promoção do desenvolvimento de superinteligência.
Em junho de 2000, Yudkowsky, com o apoio dos empreendedores da internet Brian Atkins e Sabine Atkins, fundou o Machine Intelligence Research Institute para trabalhar na criação de uma IA amigável autoaperfeiçoável. Os textos do MIRI afirmam que uma IA com a capacidade de melhorar seu próprio design (Seed AI) levaria rapidamente à superinteligência. Esses singularitaristas acreditam que alcançar a singularidade de forma rápida e segura é a melhor maneira de minimizar o risco existencial líquido.
Muitas pessoas acreditam que uma singularidade tecnológica é possível sem adotar o singularitarismo como uma filosofia moral. Embora os números exatos sejam difíceis de quantificar, o singularitarismo é um movimento pequeno, que inclui o filósofo transumanista Nick Bostrom. O inventor e futurista Ray Kurzweil, que prevê que a singularidade ocorrerá por volta de 2045, contribuiu significativamente para popularizar o singularitarismo com seu livro de 2005 A Singularidade Está Próxima: Quando os Humanos Transcendem a Biologia.
| “ | O que, então, é a Singularidade? É um período futuro durante o qual o ritmo da mudança tecnológica será tão rápido, seu impacto tão profundo, que a vida humana será irreversivelmente transformada. Embora não seja utópica nem distópica, essa era transformará os conceitos que usamos para dar significado às nossas vidas, desde nossos modelos de negócios até o ciclo da vida humana, incluindo a própria morte. Compreender a Singularidade alterará nossa perspectiva sobre a significância do nosso passado e as ramificações para nosso futuro. Compreendê-la verdadeiramente muda inherentemente a visão de vida em geral e da própria vida em particular. Eu considero alguém que compreende a Singularidade e reflete sobre suas implicações para sua própria vida como um "singularitarianista". | ” |

Com o apoio da NASA, Google e uma ampla gama de especialistas em previsão tecnológica e tecnocapitalistas, a Singularity University foi inaugurada em 2009 no NASA Research Park no Vale do Silício com o objetivo de preparar a próxima geração de líderes para enfrentar os desafios da mudança acelerada.
Em julho de 2009, muitos singularitaristas proeminentes participaram de uma conferência organizada pela Association for the Advancement of Artificial Intelligence [en] (AAAI) para discutir o impacto potencial de robôs e computadores e a possibilidade de que eles se tornem autossuficientes e capazes de tomar suas próprias decisões. Eles discutiram a possibilidade e o grau em que computadores e robôs poderiam adquirir autonomia, e até que ponto poderiam usar tais habilidades para representar uma ameaça ou perigo (ou seja, revolta cibernética). Eles observaram que algumas máquinas adquiriram várias formas de semi-autonomia, incluindo a capacidade de encontrar fontes de energia por conta própria e escolher alvos para atacar com armas de forma independente. Eles alertaram que alguns vírus de computador podem evitar a eliminação e alcançaram "inteligência de barata". Eles afirmaram que a autoconsciência, como retratada na ficção científica, é provavelmente improvável, mas que há outros perigos e armadilhas potenciais.
Alguns especialistas e acadêmicos questionaram o uso de robôs para combate militar, especialmente quando esses robôs recebem algum grau de funções autônomas. O presidente da AAAI encomendou um estudo sobre essa questão.

## Recepção
Há várias objeções ao singularitarismo de Kurzweil, mesmo de otimistas no campo da IA. Por exemplo, o autor ganhador do Prêmio Pulitzer, Douglas Hofstadter, argumentou que a previsão de Kurzweil de alcançar uma IA de nível humano até 2045 não é viável. Até mesmo Gordon Moore, homônimo da Lei de Moore que fundamentou a noção de singularidade, sustentou que ela nunca ocorrerá. De acordo com alguns observadores, essas críticas não diminuem o entusiasmo pela singularidade, pois ela assumiu uma resposta quase religiosa ao medo da morte, permitindo que seus adeptos desfrutem dos benefícios da religião sem seus encargos ontológicos. O jornalista científico John Horgan escreveu:
| “ | Admitamos. A singularidade é uma visão mais religiosa do que científica. O escritor de ficção científica Ken MacLeod [en] a chamou de "o arrebatamento para nerds", uma alusão ao fim dos tempos, quando Jesus leva os fiéis ao céu e deixa os pecadores para trás. Esse anseio por transcendência, seja espiritual ou tecnológica, é totalmente compreensível. Tanto como indivíduos quanto como espécie, enfrentamos problemas gravíssimos, incluindo terrorismo, proliferação nuclear, superpopulação, pobreza, fome, degradação ambiental, mudança climática, esgotamento de recursos e AIDS. Engenheiros e cientistas deveriam nos ajudar a enfrentar os problemas do mundo e encontrar soluções para eles, em vez de se entregarem a fantasias pseudocientíficas escapistas como a singularidade. | ” |

Kurzweil rejeita essa avaliação, afirmando que suas previsões sobre a singularidade são impulsionadas pelos dados que mostram que os avanços na tecnologia computacional têm sido exponenciais há muito tempo. Ele diz que seus críticos assumem equivocadamente uma visão intuitiva e linear do avanço tecnológico, em vez de considerar o crescimento exponencial.

## Links externos
- Ethical Issues in Advanced Artificial Intelligence (2003), por Nick Bostrom (em inglês)
- Consciousness Conundrum, uma crítica aos singularitaristas por John Horgan (em inglês)